# 메일 매거진
메일 매거진(Mail Magazine)는 전자우편을 통해 받아보는 잡지로, 메일진(Mailzine) 혹은 E-Mag이라고도 한다.
특정 분야에 관심을 가지고 있는 사용자들이 전자우편을 통해 정보를 주고받는 메일링리스트 개념이 확장된 형태다. 인터넷 잡지, 웹진에 이어 등장한 신개념 잡지로 발행인은 자신이 알리고자 하는 정보를 간단히 수많은 사용자에게 전달할 수 있다. 홈페이지와 같은 양식으로 다양한 기사를 제공하며, 사진, 기타첨부파일 등도 받을 수 있다. 주로 회원제로 운영되지만, 구독신청 및 해지가 자유로우며 구독료는 무료이다. 초반에 메일의 보안 문제가 제기되었는데, 근래에는 솔루션 등을 통하여 문제를 해결하고 있다.